# معركة كرتسانيسي
وقعت معركة كرتسانيسي (بالفارسيَّة: نبرد کرتسانیسی، وبالكُرجيَّة: კრწანისის ბრძოლა) بين جيش إيران القاجارية (فارس) والجيوش الجورجية التابعة لمملكة كارتلي-كاخيتي ومملكة إيميريتي في موقع كرتسانيسي على مقربة من تبليسي، جورجيا، منذ 8 من شهر سبتمبر حتى 11 سبتمبر من عام 1795، كجزء من حرب محمد خان القاجاري التي كانت ردًا على تحالف ملك جورجيا هرقل الثاني مع الإمبراطورية الروسية. أسفرت المعركة عن هزيمة كاسحة للجورجيين، والاستيلاء على عاصمتهم تبليسي وتدميرها التام، إضافة إلى ضم مؤقت لجورجيا الشرقية إلى الإمبراطورية الإيرانية.
وعلى الرغم من أن الإمبراطورية الروسية كانت قد أعلنت بصورة رسمية في معاهدة جورجيفسك التي أبرمت في عام 1783 أنها ستحمي مملكة هرقل ضد أي محاولة إيرانية لإعادة إخضاع جورجيا، فإن روسيا لم تتدخل لحماية حليفها. لاحقًا، ومن أجل استعادة الهيبة الروسية، أطلقت كاثرين العظيمة حملة عقابية ضد إيران في عام 1796، إلا أنها سرعان ما أعيدت بعد وفاة كاثرين في السنة ذاتها. لم تستمر طويلًا إعادة تأسيس الحكم الإيراني على جورجيا، إذ تعرض الشاه لاغتيال في عام 1797 في شوشا، وتوفي الملك الجورجي في السنة التالية. مع تحول جورجيا إلى حطام وانشغال السلطات المركزية في إيران بمسألة الخلافة، أفسح المجال أمام ضم جورجيا من قبل روسيا بعد عدة سنوات على يدي القيصر بافل الأول.
وبالنظر إلى أنه لم يكن بوسع إيران أن تسمح بالتخلي عن جنوب القوقاز وداغستان، اللتين كانتا جزءًا متممًا من إيران لسنوات، أفضت معركة كرتسانيسي مباشرة إلى حربين روسيتين فارسيتين شديدتين بين عام 1804 و1813 وعامي 1826 و1828، اللتين حاول فيهما فاتح علي شاه، خلف آغا محمد خان، دون نجاح أن يصد التقدم العسكري الروسي ويستعيد السلطة الإيرانية شمال نهري كورا وآراس. بعد هذه الحروب، تخلت إيران عن جنوب القوقاز وداغستان لمصلحة روسيا الإمبراطورية بموجب معاهدة غوليستان (1813) ومعاهدة تركمانجاي (1828).

## الخلفية
كانت جورجيا الشرقية، التي كانت تتألف من مملكتي كارتلي وكاختي، في العصر الحديث الباكر تحت حكم إيران منذ العقد الثاني من القرن السادس عشر. في عام 1744، كان نادر شاه قد منح صفة ملك كارتلي وكاختي إلى تيموراز الثاني الكاخيتي وابنه هرقل الثاني، على التوالي، كمكافأة على ولائهما. وحين توفي نادر شاه في عام 1747، استغلا الفوضى التي شهدها البر الإيراني، وأعلنا استقلال أمر واقع. بعد وفاة تيموراز الثاني في عام 1762، تولى هرقل الثاني السيطرة على كارتلي، ووحد المملكتين في اتحاد شخصي باسم مملكة كارتلي-كاخيتي، ليصبح أول حاكم جورجي يترأس جورجيا الشرقية الموحدة سياسيًا خلال ثلاثة قرون. خلال الوقت نفسه، كان كريم خان زاند قد اعتلى العرش الإيراني، عرض هرقل الثاني سريعًا خضوعه قانونًا للحاكم الإيراني الجديد، إلا أنه بقي، بحكم الأمر الواقع، مستقلًا ذاتيًا. في عام 1783، وضع هرقل مملكته تحت حماية الإمبراطورية الروسية من خلال معاهدة جورجيفسك. في العقود القليلة الأخيرة من القرن الثامن عشر، كانت جورجيا قد أصبحت عنصرًا أكثر أهمية في العلاقات الإيرانية الروسية من بعض المقاطعات في البر الشمالي الفارسي، مثل مازندان أو حتى جيلان. خلافًا لبطرس الأول، كانت كاثرين، الملكة الحاكمة لروسيا آنذاك، تنظر إلى جورجيا بصفتها محورًا في سياستها القوقازية، إذ كانت تطلعات روسيا الجديدة استخدامها كقاعدة عمليات ضد كل من إيران والإمبراطورية العثمانية، اللتين كانتا خصمين جيوسياسيين حدوديين لروسيا. وقبل كل ذلك، كان امتلاكها ميناء آخر على الساحل الجورجي للبحر الأسود سيكون مثاليًا. وصلت فرقة روسية محدودة من فوجي مشاة مع 4 مدافع إلى تبليسي في عام 1784، إلا أنها انسحبت، على الرغم من الاحتجاجات الهائجة للجورجيين، في عام 1787، إذ كانت حرب جديدة ضد تركيا العثمانية قد بدأت على جبهة مختلفة.
في السنوات العديدة التالية، كانت روسيا أكثر انشغالًا بتركيا (بسبب حرب 1768 - 1775) وبولندا وبالعواقب الأوروبية للثورة الفرنسية بكثير لتمنح جورجيا اهتمامًا كبيرًا. حتى مع ترسيخ حكم السلالة القاجارية تحت حكم آغا محمد خان، التي كانت قد أصبحت المالكة الجديدة للعرش الإيراني وبذلك وريثة جديدة للإمبراطورية المنافسة جيوسياسيًا التي كانت على تقع على حدود روسيا لقرون، فإن ذلك لم يشغل اهتمام كاثرين عن الغرب. في عام 1791، حين كان آغا محمد خان في تبريز، طلب هرقل من الجنرال غودوفيتش، قائد الخط القوقازي الروسي، معونة عسكرية إضافية، إلا أن الحكومة في سان بطرسبرغ لم تر أنه من الملائم إرسال قوات مجددًا إلى جورجيا. في عام 1792، أخبر غودوفيتش هرقل أن لن يتلقى إلا دعمًا دبلوماسيًا في حال وقوع أي مذبحة إيرانية. وعلى الرغم من أنه ترك مع أدواته وحده، فإن هرقل واصل الحلم بتأسيس ملكية قوية وموحدة مع الحماية الروسية، والتي ستنضم إليها في نهاية المطاف مملكة إيميرتي في جورجيا الغربية والمقاطعات التي فقدت في ظل الحكم العثماني.
جاءت عواقب هذه الأحداث بعد سنوات قليلة، حين خرجت سلالة جديدة، السلالة القاجارية، منتصرة في الصراع الطويل على السلطة الذي شهدته بلاد فارس. كان رأس هذه السلالة، آغا محمد خان، قد وضع هدفًا رئيسيًا بإعادة القوقاز مجددًا وبصورة تامة ضمن المجال الفارسي. وبالنسبة لآغا محمد خان، كانت إعادة إخضاع ودمج جورجيا ضمن الإمبراطورية الإيرانية جزء من العملية ذاتها التي جعلت شيراز وأصفهان وتبريز تحت حكمه. ولم يكن ينظر، شأنه شأن الصفويين ونادر شاه من قبله، إلى هذه الأراضي على أنها أراض مختلفة عن أراضي الداخل الإيراني. كانت جورجيا مقاطعة من إيران بالطريقة ذاتها التي كانت خورسان مقاطعة منها. وكما يذكر تاريخ كامبريدج عن إيران، لم يكن بالإمكان تصور انفصال جورجيا الدائم وتوجبت مقاومته بالطريقة ذاتها التي سيقاوم بها المرء محاولة فصل محافظة فارس أو جيلان. ولذلك كان من الطبيعي لآغا محمد خان أن يلجأ إلى أي وسائل كانت لازمة في القوقاز من أجل إخضاع الأقاليم المفقودة مؤخرًا وإعادة استدماجها في أعقاب وفاة نادر شاه وزوال الزند، بما في ذلك قمع والي جورجيا، وهو ما رأى فيه الإيرانيون خيانة.
ومع إيجادهم فترة من السلام وسط صراعاتهم ومع تأمين شمالي وغرب بلاد فارس ووسطها، طالب الفارسيون من هرقل الثاني بنبذ المعاهدة مع روسيا وإعادة قبول السيادة الفارسية مقابل سلام مملكته وأمنها. اعترف العثمانيون، الخصم المجاور لإيران، بحقوق إيران على كارتلي وكاختي للمرة الأولى خلال 4 قرون. عندئذ ناشد هرقل حاميه النظري، إمبراطورة روسيا كاثرين الثانية، وطلب منها ما لا يقل عن 3000 جندي روسي، إلا أنه لم يلق آذان صاغية، الأمر الذي ترك جورجيا وحدها لصد التهديد الفارسي. وعلى الرغم من ذلك، واصل هرقل الثاني رفضه إنذار خان النهائي.

## انظُر أيضًا
- الدولة القاجارية
- حصار شوشا
- آغا محمد خان